# اسوتلانا وارگانووا
اسوتلانا وارگانووا (انگلیسی: Svetlana Varganova؛ زادهٔ ۱۹ نوامبر ۱۹۶۴) شناگر اهل روسیه بود.